# 明日への切符
明日への切符（あしたへのきっぷ）は宮崎日本大学中学校・高等学校の40周年記念イメージソングである。

## 概要
- 2003年に40周年を迎えた宮崎日大が記念CMの中に流すための曲として作られた。
- 作詞作曲は加藤淳也。
- 現在では学園のCMソング、掃除中のBGM、音楽の教材等として幅広く使われている。

## 「飛び立つ空」の謎
この曲の歌詞にある「桜舞う道飛び立つ空は」の「飛び立つ」の主語はなんであるのかという疑問が生徒の中で発生した。
有力とされた説は、単純に「鳥が」である説、未来で活躍する「生徒が」である説、更なる発展を目指す「宮崎日大が」である説等々だったがどれも確実な証拠が無く推論に終わった。
一部の生徒がインターネットを利用し解答を公募したものの、頷ける解答は得られなかった。

## 「飛び立つ空」の謎の答え
作詞を手がけた加藤氏が最初「羽ばたく鳥が見つめる先は」と書いていた部分を宮崎日大の教員の意向により学園のシンボルである桜を使ったフレーズに変更したため、上記のように「桜舞う道飛び立つ空は」となった。
つまり「飛び立つ」の主語は「(羽ばたく)鳥が」の説が正しいと言える。

実は他にもこのように、教員の意見により明日への切符の歌詞はところどころ変更が施されている。

## その他
- 加藤氏は宮崎日大に一度も訪れたことが無かったもののパンフレットからのインスピレーションのみで見事作詞作曲を果たした。
- 売店に100円でCD(楽譜付き)が販売されているが、書き込み可能なCD-ROMを持っていくと無料でCDに書き込んでくれる。
- 生徒から着メロにして欲しいとの要望も挙がっている。

## 備考
- 有志の作成した着メロが生徒間で交換されている。